# NASCAR Winston Cup 1978
De NASCAR Winston Cup 1978 was het 30e seizoen van het belangrijkste NASCAR kampioenschap dat in de Verenigde Staten gehouden wordt. Het seizoen startte op 22 januari met de Winston Western 500 en eindigde op 19 november met de Los Angeles Times 500. Cale Yarborough won het kampioenschap voor de derde en laatste keer in zijn carrière. De trofee rookie of the year werd uitgereikt aan Ronnie Thomas.

## Races
Top drie resultaten, exhibitie- en kwalificatiewedstrijden staan niet vermeld.
| '  | Datum  | Race                    | Circuit                         | Winnaar         | Tweede          | Derde             |
| 1  | 22-jan | Winston Western 500     | Riverside International Raceway | Cale Yarborough | Benny Parsons   | David Pearson     |
| 2  | 19-feb | Daytona 500             | Daytona International Speedway  | Bobby Allison   | Cale Yarborough | Benny Parsons     |
| 3  | 26-feb | Richmond 400            | Richmond International Raceway  | Benny Parsons   | Lennie Pond     | Cale Yarborough   |
| 4  | 5-mrt  | Carolina 500            | North Carolina Speedway         | David Pearson   | Bobby Allison   | Benny Parsons     |
| 5  | 19-mrt | Atlanta 500             | Atlanta Motor Speedway          | Bobby Allison   | Dave Marcis     | Donnie Allison    |
| 6  | 2-apr  | Southeastern 500        | Bristol Motor Speedway          | Darrell Waltrip | Benny Parsons   | Dave Marcis       |
| 7  | 9-apr  | Rebel 500               | Darlington Raceway              | Benny Parsons   | Darrell Waltrip | Lennie Pond       |
| 8  | 16-apr | Gwyn Staley 400         | North Wilkesboro Speedway       | Darrell Waltrip | Richard Petty   | Benny Parsons     |
| 9  | 23-apr | Virginia 500            | Martinsville Speedway           | Darrell Waltrip | Neil Bonnett    | Richard Petty     |
| 10 | 14-mei | Winston 500             | Talladega Superspeedway         | Cale Yarborough | Buddy Baker     | A.J. Foyt         |
| 11 | 21-mei | Mason-Dixon 500         | Dover International Speedway    | David Pearson   | Cale Yarborough | Lennie Pond       |
| 12 | 28-mei | World 600               | Charlotte Motor Speedway        | Darrell Waltrip | Donnie Allison  | Bobby Allison     |
| 13 | 3-jun  | Music City USA 420      | Music City Motorplex            | Cale Yarborough | Lennie Pond     | Richard Petty     |
| 14 | 11-jun | NAPA 400                | Riverside International Raceway | Benny Parsons   | Richard Petty   | Bobby Allison     |
| 15 | 18-jun | Gabriel 400             | Michigan International Speedway | Cale Yarborough | David Pearson   | Benny Parsons     |
| 16 | 4-jul  | Firecracker 400         | Daytona International Speedway  | David Pearson   | Cale Yarborough | Darrell Waltrip   |
| 17 | 15-jul | Nashville 420           | Music City Motorplex            | Cale Yarborough | Darrell Waltrip | Richard Childress |
| 18 | 30-jul | Coca-Cola 500           | Pocono Raceway                  | Darrell Waltrip | David Pearson   | Bobby Allison     |
| 19 | 6-aug  | Talladega 500           | Talladega Superspeedway         | Lennie Pond     | Donnie Allison  | Benny Parsons     |
| 20 | 20-aug | Champion Spark Plug 400 | Michigan International Speedway | David Pearson   | Cale Yarborough | Darrell Waltrip   |
| 21 | 26-aug | Volunteer 500           | Bristol Motor Speedway          | Cale Yarborough | Benny Parsons   | Darrell Waltrip   |
| 22 | 4-sep  | Southern 500            | Darlington Raceway              | Cale Yarborough | Darrell Waltrip | Richard Petty     |
| 23 | 10-sep | Capital City 400        | Richmond International Raceway  | Darrell Waltrip | Bobby Allison   | Neil Bonnett      |
| 24 | 17-sep | Delaware 500            | Dover International Speedway    | Bobby Allison   | Cale Yarborough | Buddy Baker       |
| 25 | 24-sep | Old Dominion 500        | Martinsville Speedway           | Cale Yarborough | Darrell Waltrip | Benny Parsons     |
| 26 | 1-okt  | Wilkes 400              | North Wilkesboro Speedway       | Cale Yarborough | Darrell Waltrip | Bobby Allison     |
| 27 | 8-okt  | NAPA National 500       | Charlotte Motor Speedway        | Bobby Allison   | Darrell Waltrip | Dave Marcis       |
| 28 | 22-okt | American 500            | North Carolina Speedway         | Cale Yarborough | Bobby Allison   | Darrell Waltrip   |
| 29 | 5-nov  | Dixie 500               | Atlanta Motor Speedway          | Donnie Allison  | Richard Petty   | Dave Marcis       |
| 30 | 19-nov | Los Angeles Times 500   | Ontario Motor Speedway          | Bobby Allison   | Cale Yarborough | Donnie Allison    |

## Eindstand - Top 10
| 1  | Cale Yarborough   | 4841 |
| 2  | Bobby Allison     | 4367 |
| 3  | Darrell Waltrip   | 4362 |
| 4  | Benny Parsons     | 4350 |
| 5  | Dave Marcis       | 4335 |
| 6  | Richard Petty     | 3949 |
| 7  | Lennie Pond       | 3794 |
| 8  | Dick Brooks       | 3769 |
| 9  | Buddy Arrington   | 3626 |
| 10 | Richard Childress | 3566 |